# Vilhelm Christiansen
Sigvard Vilhelm Johan Lars Christiansen (auch Wilhelm Kristiansen; * 15. Juni 1940 in Kangersuatsiaq) ist ein grönländischer Politiker.

## Leben
Vilhelm Christiansen ist der Sohn des Jägers Pavia Jørgen Karl Christiansen (1907–?) und seiner Frau Beate Judite Marie Grim (1911–?). Über seinen Vater war er ein Enkel des Landesrats Sigvard Christiansen (1866–?). Am 15. März 1962 heiratete er Cecilie (* 1940).
Vilhelm Christiansen wuchs als Jäger auf und wurde später Fischer. Von 1967 bis 1985 saß er im Aufsichtsrat der Fischer- und Jägerorganisation KNAPK.
Bei der Landesratswahl 1971 kandidierte er, unterlag aber Knud Kristiansen. 1975 wurde er erstmals in den Rat der Gemeinde Upernavik gewählt. 1979 wurde er für die Siumut Vizebürgermeister und 1983 Bürgermeister, was er bis 1989 blieb. Bei der Parlamentswahl 1979 kandidierte er als Stellvertreter für Gustav Lennert. Bei der Wahl 1983 trat er selbst für einen Sitz im Inatsisartut an. 1984 war er wieder Gustav Lennerts Stellvertreter. 1987 und 1991 kandidierte er wieder selbst. Anschließend wechselte er zur Inuit Ataqatigiit, für die er bei der Parlamentswahl 1995 antrat. Bei der Wahl 1999 verzichtete er auf eine Teilnahme, kandidierte dann aber wieder bei der Wahl 2002, bei der er 93 Stimmen erhielt und somit den vierten Nachrückerplatz erreichte. Er wurde während der Legislaturperiode zeitweise als Stellvertreter Mitglied im Inatsisartut. Bei der Kommunalwahl 2005 wurde er zum wiederholten Male in den Gemeinderat gewählt, während er bei der Parlamentswahl im selben Jahr nur 60 Stimmen erhielt und einen Sitz verpasste. 2008 schied er auf der Politik aus.